# Chabib Mewlidinowitsch Allachwerdiew
Chabib Mewlidinowitsch Allachwerdiew; russisch: Хабиб Мевлидинович Аллахвердиев; englische Transkription: Khabib Mevlidinovitch Allakhverdiev (* 8. Dezember 1982 in Kurusch, Dagestan) ist ein ehemaliger russischer Boxer. Von November 2012 bis April 2014 war er Weltmeister der WBA im Halbweltergewicht.
Nach seiner Wettkampfkarriere wurde er zum Leiter des Boxverbandes der Republik Dagestan gewählt.

## Amateurkarriere
Allachwerdiew erreichte im Nachwuchsbereich den 2. Platz bei der Kadetten-Europameisterschaft 1998 in Jūrmala und einen 3. Platz bei der Junioren-Weltmeisterschaft 2000 in Budapest. Als Armeesportler gewann er dann im Leichtgewicht die Militärweltspiele 2003 in Catania.
2004 wurde er Russischer Meister im Leichtgewicht und erkämpfte in dieser Gewichtsklasse eine Bronzemedaille bei der Weltmeisterschaft 2005 in Mianyang, als er im Halbfinale gegen den späteren kubanischen Weltmeister Yordenis Ugás ausgeschieden war.

## Profikarriere
Allachwerdiew begann seine Profikarriere 2007 in den USA und gewann 19 Kämpfe in Folge, darunter gegen Nate Campbell und Ignacio Mendoza. Am 20. Juni 2012 schlug er Kaizer Mabuza beim Kampf um den IBO-Weltmeistertitel und am 30. November 2012 auch den ebenfalls unbesiegten Joan Guzmán beim Kampf um den vakanten WBA-Weltmeistertitel. Nach einer Titelverteidigung im Juli 2013 gegen Souleymane M’baye, wobei er inzwischen beim US-Promoter Top Rank unter Vertrag stand, verlor er am 12. April 2014 beide WM-Gürtel durch eine Punktniederlage an Jessie Vargas.
Seinen nächsten und zugleich letzten Kampf bestritt er am 3. Oktober 2015 um den vakanten WBA-Weltmeistertitel, wobei er durch TKO in der zwölften Runde gegen Adrien Broner unterlag.

## Sonstiges
Allachwerdiew wurde in Dagestan geboren und begann im Alter von zehn Jahren mit dem Boxen, ehe er später nach Kaspijsk zog und während seiner Profikarriere auch rund fünf Jahre in Miami lebte.